# El Hadji Diouf
El Hadji Ousseynou Diouf (Dakar, 15 januari 1981) is een gewezen voetballer uit Senegal die doorgaans als aanvaller speelde.

## Carrière
Diouf speelde in Frankrijk voor FC Sochaux (1998/1999), Stade Rennais (1999/2000) en RC Lens (2000-2002). Na het Wereldkampioenschap voetbal 2002 vertrok hij naar Liverpool F.C.. Hij scoorde tweemaal bij zijn debuut in de Premier League tegen Southampton FC. Diouf kwam daarna nog regelmatig tot spelen, maar hij scoorde nog maar één competitiedoelpunt. In 2004 verruilde hij Liverpool F.C. daarom voor Bolton Wanderers. Op 15 september 2005 maakte Diouf in het UEFA-Cup-duel tegen Lokomotiv Plovdiv het eerste Europese doelpunt voor Bolton ooit.
Diouf debuteerde in april 2000 tegen Benin in het nationale elftal van Senegal. Hij maakte deel uit van het succesvolle Senegalese elftal van 2002, waarin de finale van de African Cup of Nations en de kwartfinale van het WK werden gehaald. Op de Africa Cup was Kameroen uiteindelijk na strafschoppen te sterk, op het WK werd Senegal uitgeschakeld door de latere nummer drie Turkije. Diouf wist op het WK niet te scoren, maar zijn prestaties leverden hem wel een transfer naar Liverpool F.C. op.
In het seizoen 2010/11 stond Diouf onder contract bij Glasgow Rangers FC.
Diouf werd in 2001 en 2002 verkozen tot Afrikaans Voetballer van het Jaar.

## Clubstatistieken
| seizoen | club             | land               | competitie              | duels | goals |
| ------- | ---------------- | ------------------ | ----------------------- | ----- | ----- |
| 1998/99 | FC Sochaux       | Vlag van Frankrijk | Ligue 1                 | 15    | 0     |
| 1999/00 | Stade Rennais    | Vlag van Frankrijk | Championnat Ligue 1     | 28    | 1     |
| 2000/01 | RC Lens          | Vlag van Frankrijk | Championnat Ligue 1     | 28    | 8     |
| 2001/02 | RC Lens          | Vlag van Frankrijk | Championnat Ligue 1     | 26    | 10    |
| 2002/03 | Liverpool        | Vlag van Engeland  | Premier League          | 29    | 3     |
| 2003/04 | Liverpool        | Vlag van Engeland  | Premier League          | 26    | 0     |
| 2004/05 | Bolton Wanderers | Vlag van Engeland  | Premier League          | 27    | 9     |
| 2005/06 | Bolton Wanderers | Vlag van Engeland  | Premier League          | 20    | 3     |
| 2006/07 | Bolton Wanderers | Vlag van Engeland  | Premier League          | 34    | 5     |
| 2007/08 | Bolton Wanderers | Vlag van Engeland  | Premier League          | 20    | 3     |
| 2008/09 | Sunderland       | Vlag van Engeland  | Premier League          | 15    | 0     |
| 2008/09 | Blackburn Rovers | Vlag van Engeland  | Premier League          | 14    | 1     |
| 2009/10 | Blackburn Rovers | Vlag van Engeland  | Premier League          | 26    | 3     |
| 2010/11 | Blackburn Rovers | Vlag van Engeland  | Premier League          | 20    | 0     |
| 2010/11 | Glasgow Rangers  | Vlag van Schotland | Scottish Premier League | 15    | 3     |
| 2012/13 | Leeds United     | Vlag van Engeland  | Championship            | 36    | 5     |
| 2013/14 | Leeds United     | Vlag van Engeland  | Championship            | 6     | 0     |
| 2015    | Sabah FA         | Vlag van Maleisië  | Premier League          | 10    | 4     |